# Locomotiva SNCF BB 67400
Le BB 67400 sono locomotive diesel-elettriche delle Société Nationale des Chemins de fer Français (SNCF), per servizi misti passeggeri o merci costruite in 232 unità per la SNCF da Brissonneau et Lotz (BL) e Electric Traction Equipment (MTE) derivate dalla serie BB 67000. La serie è stata ordinata il 6 gennaio 1967, e la prima locomotiva è stata consegnata il 14 agosto 1969  e assegnata al deposito di Chambéry.
La locomotiva BB 67632, ultima della serie, entrata in servizio il 31 ottobre 1975 e dismessa il 22 ottobre 2010.

## Descrizione
La locomotiva ha la stessa motorizzazione diesel delle precedenti serie BB 67000 BB 67200 e BB 67300 costituita da un motore diesel SEMT Pielstick V16 PA 4; la capacità del carburante è di 3400 litri di gasolio con una consumo di 3 litri/chilometro maggiore del consumo di 2.8 litri/chilometro delle serie BB 67000 e BB 67200 e minore rispetto al comsuno di 3,7 litri/chilometro della serie BB 67300.Rispetto alle serie precedenti cambiavamp motori di trazione, che nelle serie precedenti erano SW 9209 ed erogavano erogavano una potenza di  1240 kW nelle serie Bb 67000 e 67200 e una potenza di 1525 kW nella serie Bb 67300, mentre nella serie BB 67400 i motori di trazione sono due CTS 66.43.4 a 1460 V, uno per carrello ed erogano una potenza totale di 1765 kW, maggiore delle serie precedenti. Il passo dei carrelli di 2500 mm e il diametro delle ruote 1260 mm sono uguali alla serie 67300; queste locomotive sono adatte per circolare in più unità in accoppiamento multiplo tra di loro e con le BB 67300. 
Nel corso dell'inverno 1980-1981 le locomotive BB 67419 e BB 67537 furono dotate di frenatura elettrica reostatica.

## Servizi
Le locomotive della serie hanno effettuato servizi sia passeggeri, sia merci. Le locomotive ancora in servizio sono suddivise tra CIC, Fret, TER e Infra.

## Esemplari preservati
- La locomotiva BB 67575 è conservata presso la Cité du train di Mulhouse; la macchina era stata dismessapoco dopo essere stata ridipinta con la livrea Infra
- La locomotiva BB 67580 destinata alla Cité du train di Mulhouse e riportata allo stato originario.

## Livrea
La livrea originaria della serie BB 67400 era "bleu diesel" con freccia in rilievo. Successivamente nelle unità in livrea "bleu diesel" le modanature in alluminio sono state eliminate e le frecce non più in rilievo ma colorate di bianco. Alcune unità hanno ricevuto la livrea "Corail+" e la livrea En Voyage". Le macchine adibite al traffico merci hanno ricevuto la livrea "Fret" colore verde. 
La locomotiva BB 67424 è l'unica della serie ad avere ricevuto la livrea "Isabelle" dal 25 aprile 2021, diventando così la terza locomotiva ad aver ricevuto questa livrea dopo la CC 72006 e la BB 67373.
Le locomotive BB 67611 e BB 67613 hanno ricevuto nel 2019 la cosiddetta livrea "Capitole", precedentemente riservata alle BB 9200 responsabili della trazione del "Le Capitole".

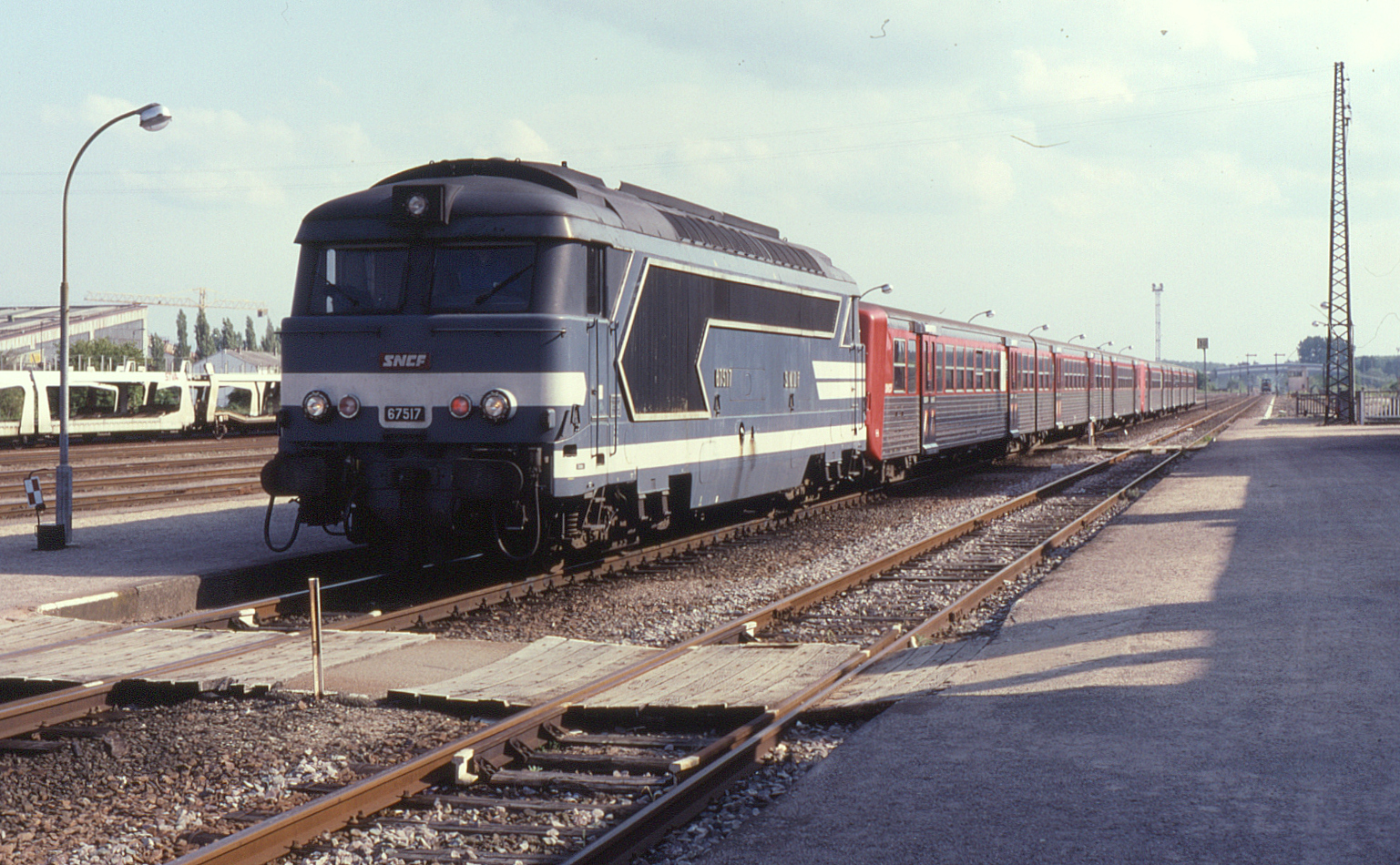
Livrea originaria "Bleue Diesel" con freccia in rilievo
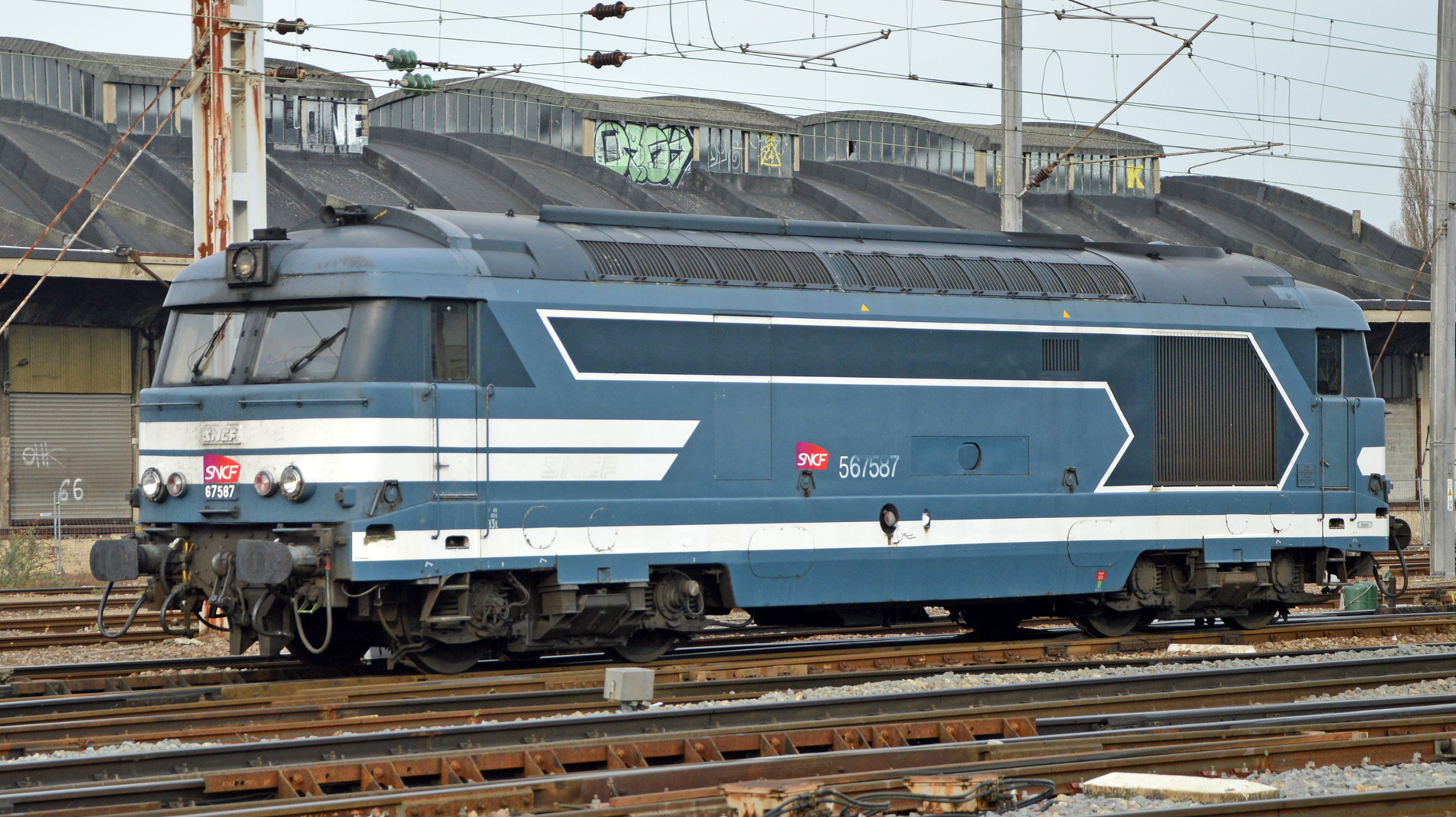
Livrea originaria "Bleue Diesel"
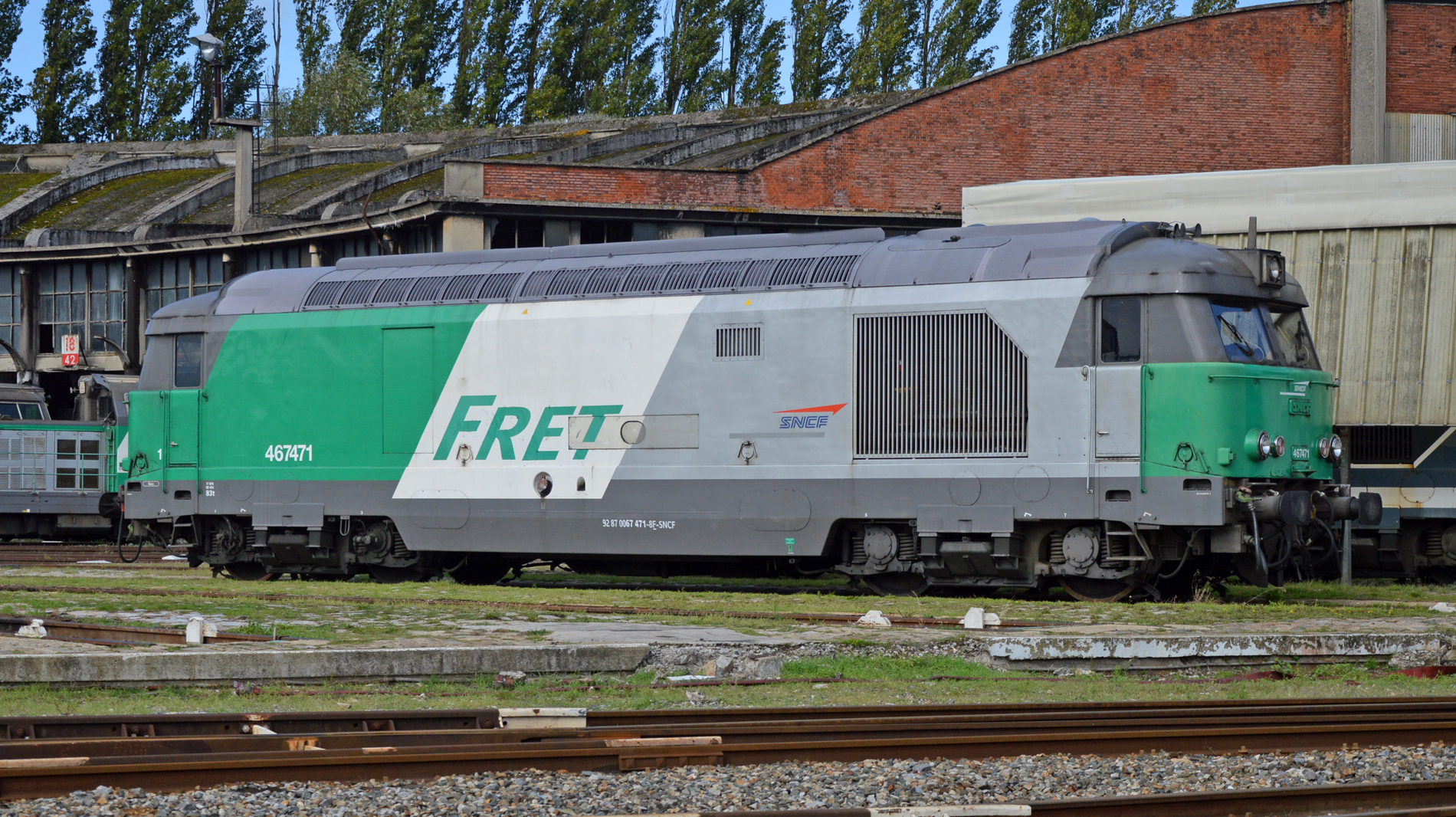
Livrea "Fret"
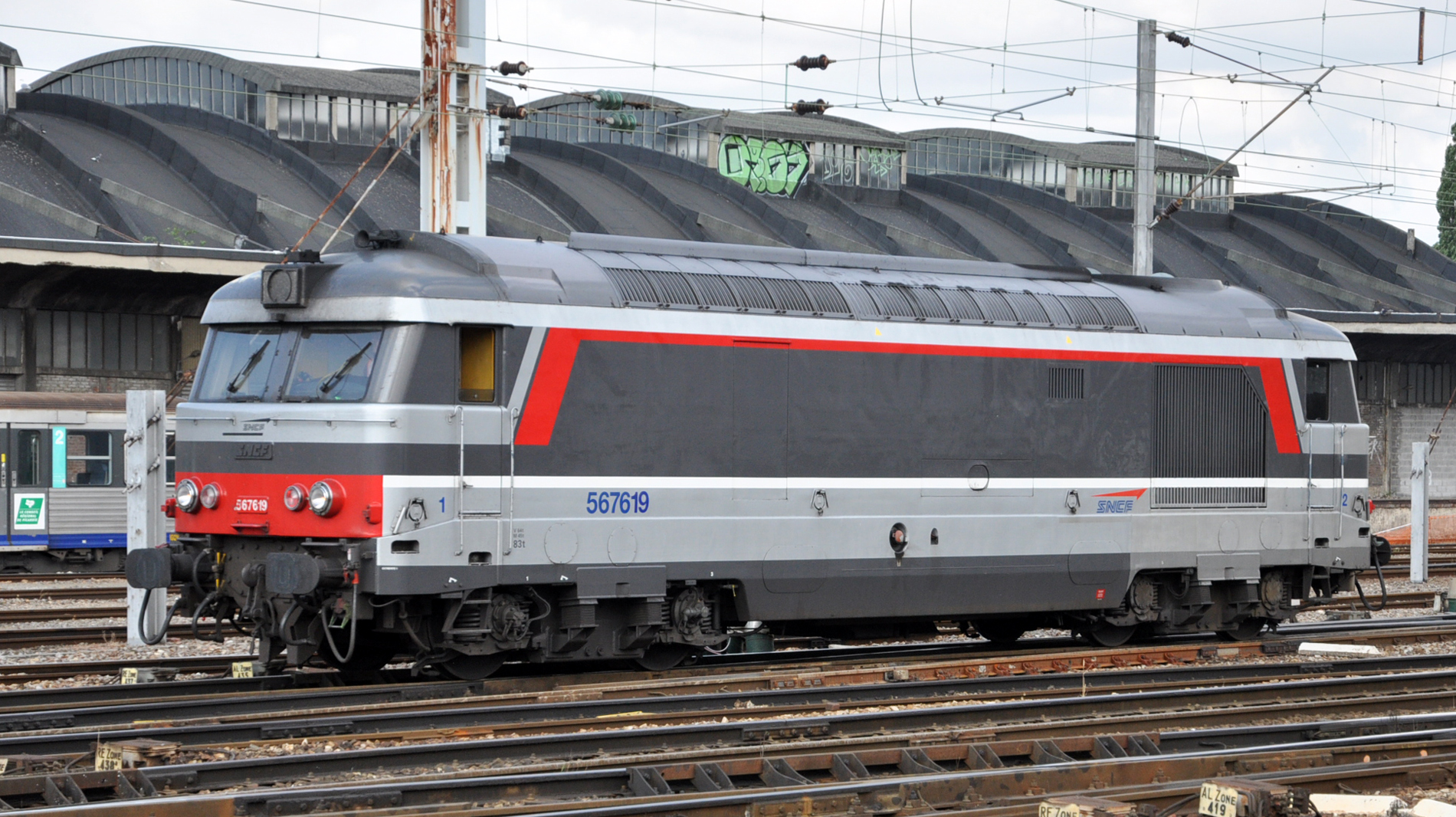
Livrea "Corail +"
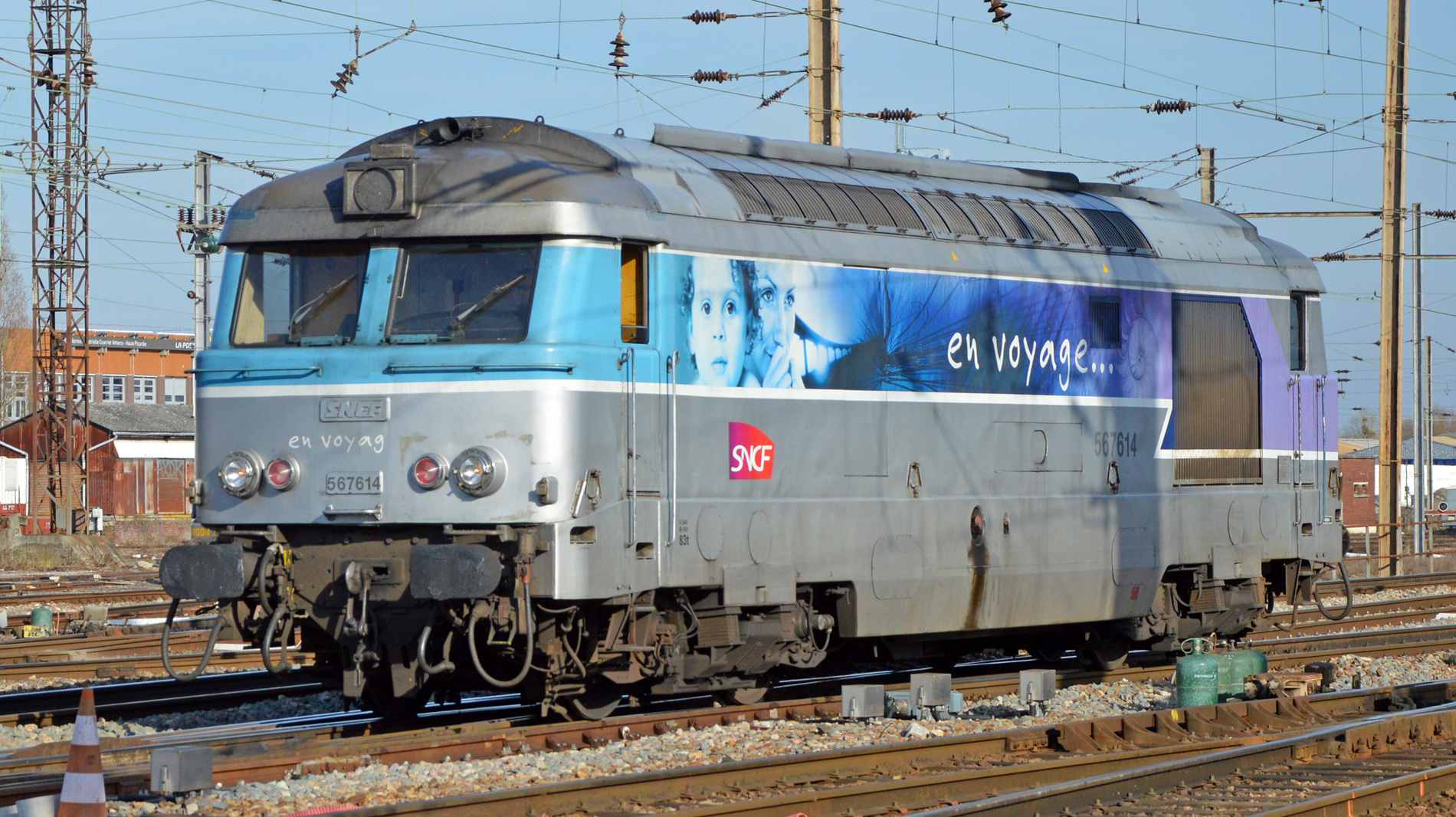
Livrea "En Voyage" (lato blu)
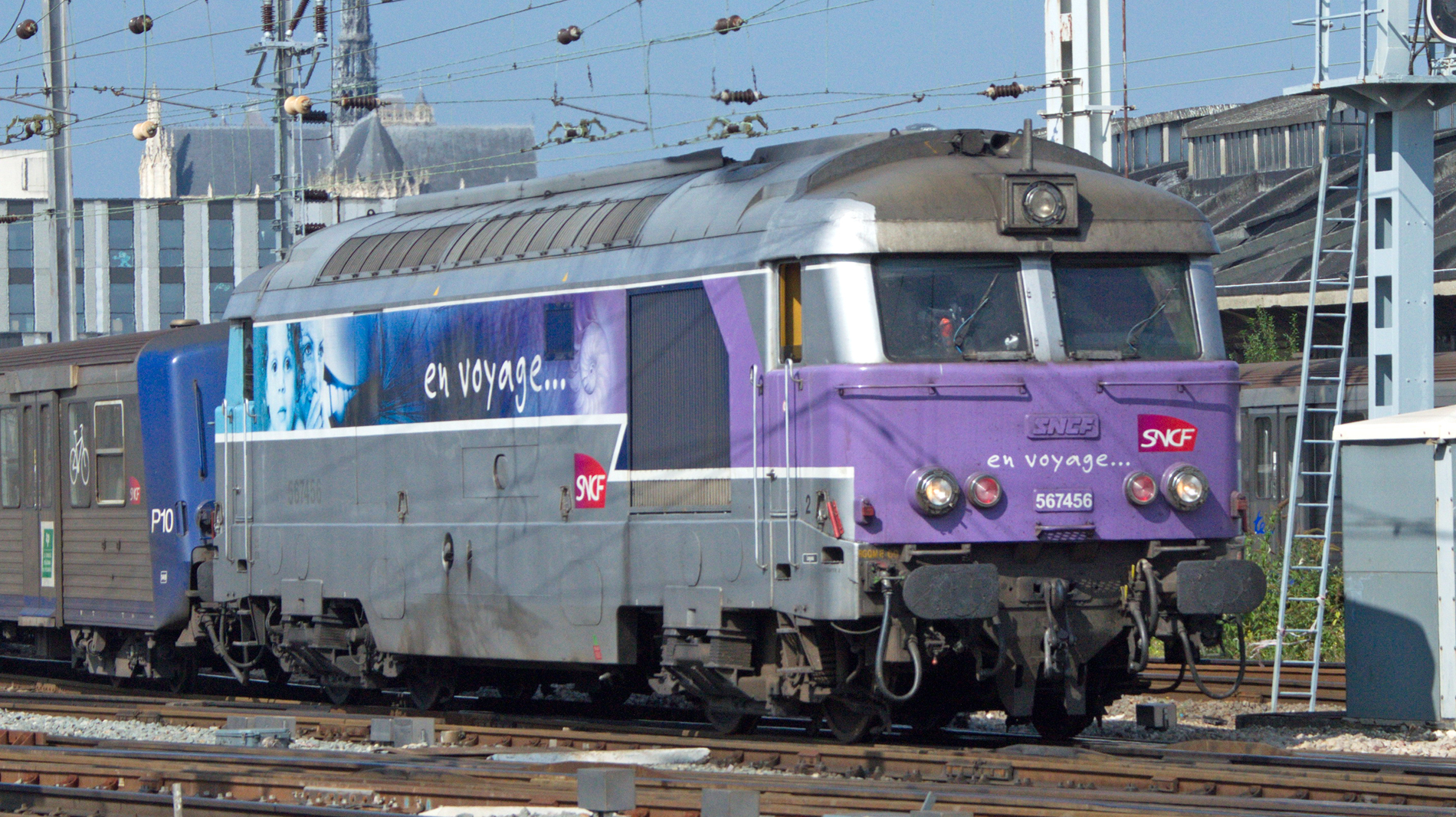
Livrea "En Voyage" (lato viola)
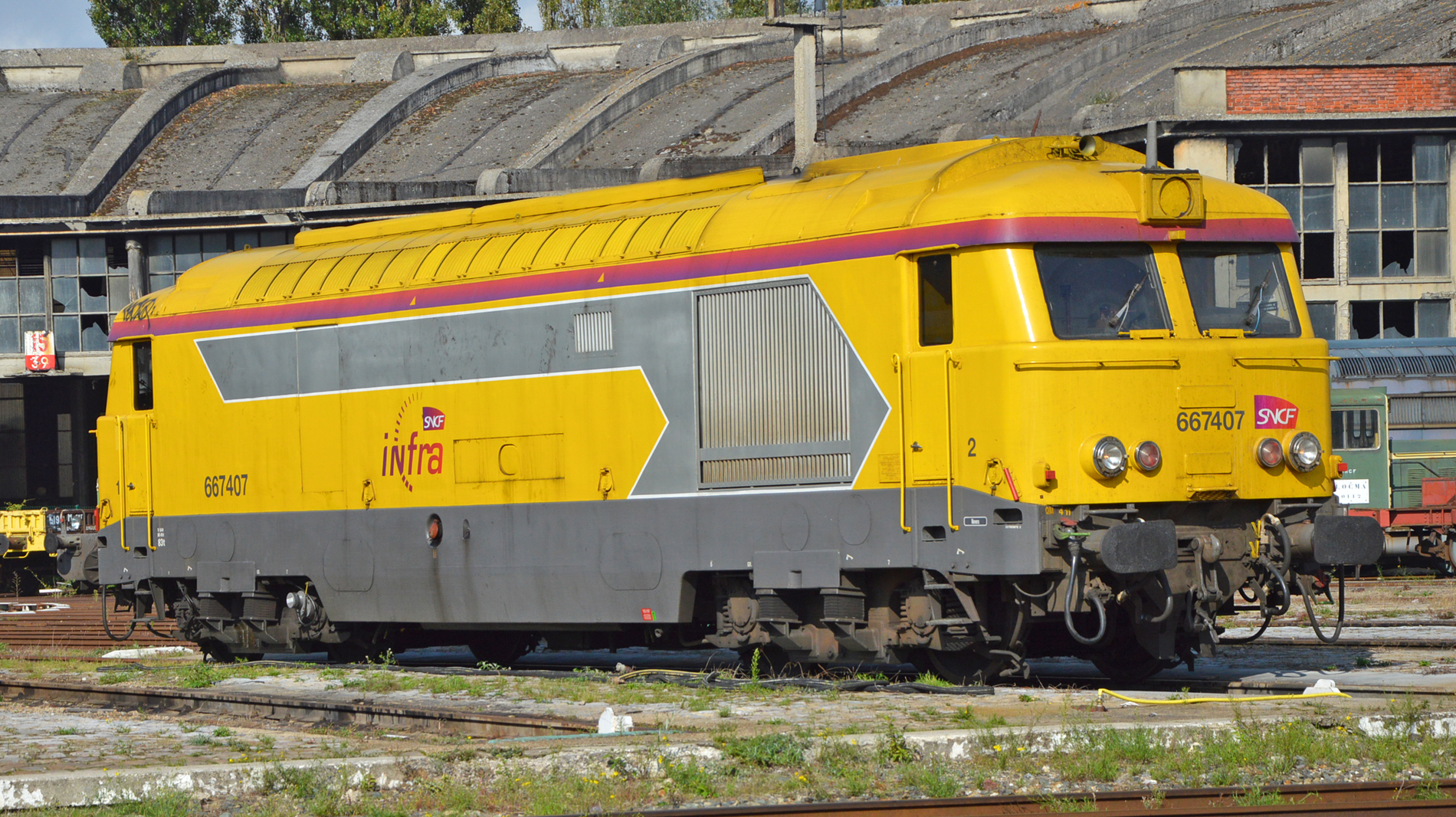
Livrea "Infra"
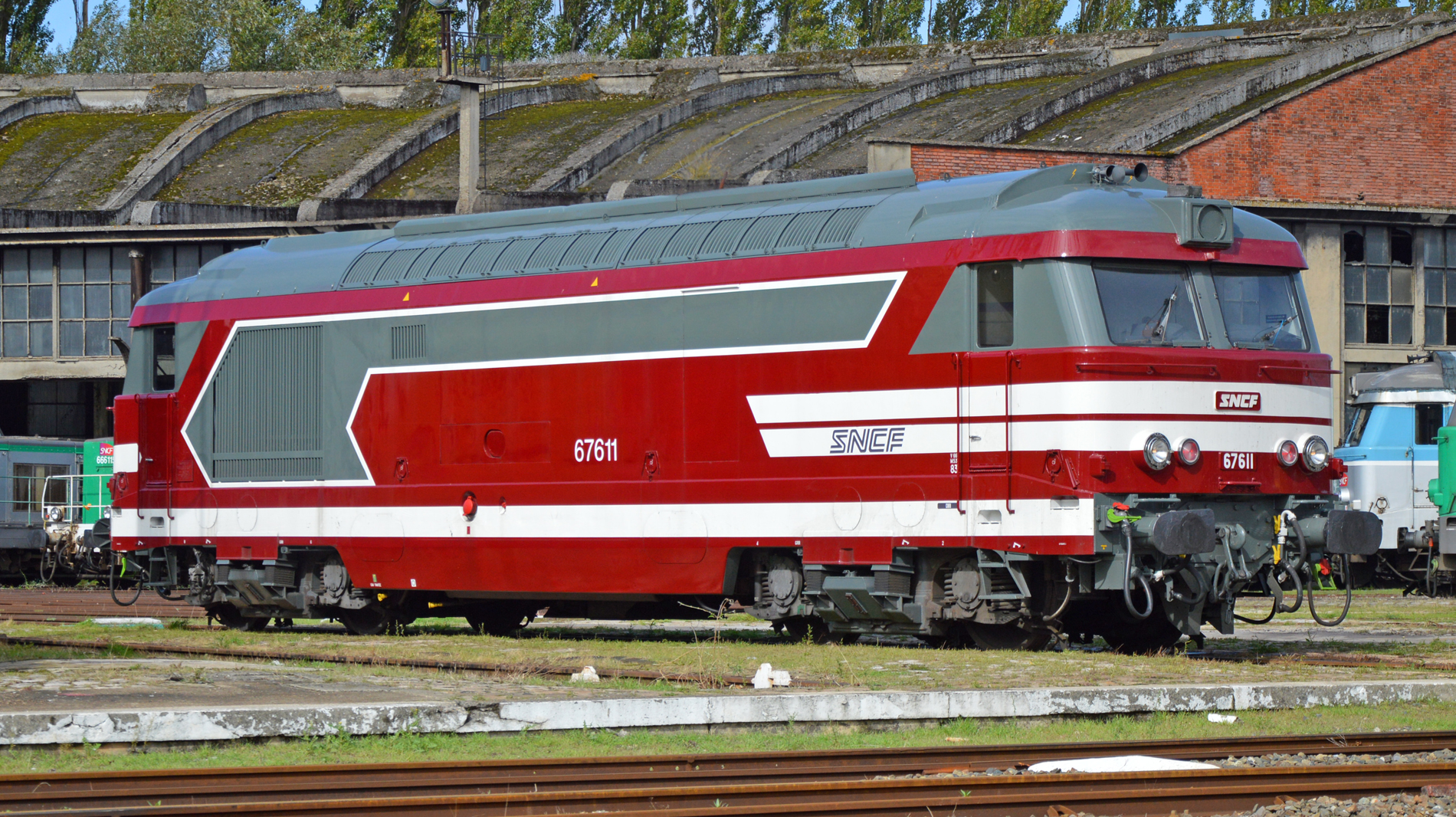
Livrea "Capitole"

## Modellismo
La locomotiva BB 67400 è stata riprodotta in scala H0 dalle ditte Jouef (BB 67407, con motore singolo, in catalogo dal 1974 al 1994, la BB 67420 con doppia motorizzazione, in catalogo dal 1994 al 1996 e la BB 67409, con doppia motorizzazione, in catalogo dal 1994 al 2001), Lima (BB 67402, BB 67479 e BB 67554, proposte nel catalogo del 1994, BB 67581, in catalogo dal 1999 al 2001 e BB 67600, proposta nel catalogo 2001 e nel catalogo 1996 la coppia BB 67582 + BB 67586 di cui solo la prima motorizzata e la seconda non motorizzata), Piko (BB 67412) e REE, in scala N dalla ditta Minitrix nel 2014, in scala Z dalla ditta AZAR MODELS di Nantes; la carrozzeria di questa locomotiva è stata riprodotta anche artigianalmente a mano, da privati.